# Union de la patrie - Chrétiens-démocrates lituaniens
Pour les articles homonymes, voir Union de la patrie.
 (juin 2019).
Si vous disposez d'ouvrages ou d'articles de référence ou si vous connaissez des sites web de qualité traitant du thème abordé ici, merci de compléter l'article en donnant les références utiles à sa vérifiabilité et en les liant à la section « Notes et références ».
L’Union de la patrie - Chrétiens-démocrates lituaniens (en lituanien : Tėvynės sąjunga - Lietuvos krikščionys demokratai, TS-LKD) est un parti politique lituanien, conservateur et démocrate-chrétien, fondé en 1993 par Vytautas Landsbergis.

## Historique

### Fondation
Le parti est fondé le 1er mai 1993 par des membres de l'aile droite du Mouvement réformateur (Sąjūdis), dirigés par le premier chef d'État de la Lituanie indépendante, Vytautas Landsbergis. Il prend le nom d'Union patriotique, conservateurs lituaniens (Tėvynės Sąjunga (Lietuvos konservatoriai), TS-LK).

### Arrivée au pouvoir
Aux élections législatives d'octobre et novembre 1996, la TS-LK remporte 31,3 % des voix à la proportionnelle, obtenant 70 députés sur 141 au Seimas. Le Premier ministre sortant, Gediminas Vagnorius, est alors reconduit dans ses fonctions et constitue une coalition avec les Chrétiens-démocrates lituaniens (LKD). 
En 1999, Rolandas Paksas, issu de la TS-LK, remplace Vagnorius et prend la direction d'un gouvernement minoritaire. Moins de trois semaines après son investiture, quatre députés quittent la formation pour fonder le Parti populaire de la patrie (TLP). Paksas démissionne au bout de cinq mois, au profit d'Andrius Kubilius, qui forme à son tour un gouvernement minoritaire.
Quelques mois avant les élections législatives d'octobre 2000, Vagnorius fait à son tour sécession et crée l'Union conservatrice modérée (NKS).

### Effondrement et opposition
La TS-LK subit un important échec aux élections législatives d'octobre 2002, avec seulement 8,6 % des suffrages et neuf députés sur 141. Le parti rejoint alors l'opposition, à Rolandas Paksas d'abord, puis au social-démocrate Algirdas Brazauskas ensuite. En 2003, Vytautas Landsbergis abandonne la présidence de l'Union patriotique à Andrius Kubilius. Lors des élections européennes de juin 2004, le parti devient la troisième force du pays, obtenant 12,6 % des suffrages et deux députés sur 13, dont Landsbergis. Il confirme son statut aux législatives d'octobre suivant, se classant troisième avec 14,8 % des voix et 25 sièges.
La TS-LK fusionne peu après l'Union des prisonniers politiques et des déportés lituaniens (LPKTS) et prend alors le nom d'Union patriotique, conservateurs, prisonniers politiques et déportés, chrétiens-démocrates (Tėvynės Sąjunga (konservatoriai, politiniai kaliniai ir tremtiniai, krikščioniškieji demokratai)).  Devenue le premier parti politique de Lituanie, la TS accepte, le 17 mai 2008, de fusionner avec les Chrétiens-démocrates lituaniens. La formation se rebaptise alors Union patriotique - Chrétiens-démocrates lituaniens (conservateurs, prisonniers politiques et déportés, nationalistes) (Tėvynės sąjunga – Lietuvos krikščionys demokratai (konservatoriai, politiniai kaliniai ir tremtiniai, tautininkai)). Kubilius est confirmé à la présidence, le président des LKD, Valentinas Stundys, étant élu vice-président.

### Retour au pouvoir
Désormais principale force du centre droit, la TS-LKD s'impose aux élections législatives d'octobre 2008 avec 19,7 % des suffrages et 45 députés. Kubilius parvenant à former une coalition avec deux partis libéraux et un parti conservateur, il redevient Premier ministre en décembre suivant. Aux élections européennes de juin 2009, le parti se maintient en première place, avec 26,2 % et quatre députés sur 12 au Parlement européen. Quatre mois plus tard, l'indépendante Dalia Grybauskaitė, soutenue par la coalition au pouvoir, remporte la présidentielle avec 69 % des suffrages dès le premier tour.

### Défaite de 2012
Après quatre années au pouvoir, le parti est sanctionné pour sa politique d'austérité lors des élections législatives des 14 et 28 octobre 2012, récoltant 33 sièges, cinq de moins que le Parti social-démocrate lituanien et seulement quatre de plus que le Parti du travail.

## Résultats électoraux

### Législatives
| Année | Députés  | Votes   | %      | Rang | Gouvernement |
| ----- | -------- | ------- | ------ | ---- | ------------ |
| 2004  | 25 / 141 | 176 409 | 14,8 % | 6e   | Opposition   |
| 2008  | 45 / 141 | 243 823 | 19,7 % | 1er  | Kubilius II  |
| 2012  | 33 / 141 | 187 143 | 14,7 % | 3e   | Opposition   |
| 2016  | 31 / 141 | 276 275 | 22,6 % | 2e   | Opposition   |
| 2020  | 50 / 141 | 290 012 | 24,8 % | 1er  | Šimonytė     |
| 2024  | 28 / 141 | 222 974 | 18,3 % | 2e   | Opposition   |

### Élections européennes
| Année | Députés | Votes   | %     | Rang | Groupe |
| ----- | ------- | ------- | ----- | ---- | ------ |
| 2004  | 2 / 13  | 151 400 | 12,58 | 3e   | PPE-DE |
| 2009  | 4 / 12  | 147 756 | 25,69 | 1er  | PPE    |
| 2014  | 2 / 11  | 199 393 | 17,43 | 1er  | PPE    |
| 2019  | 3 / 11  | 248 736 | 19,74 | 1er  | PPE    |
| 2024  | 3 / 11  | 144 689 | 21,33 | 1er  | PPE    |